# 계약커플
"계약커플"은 1994년에 개봉한 대한민국의 영화이며 박중훈이 캐스팅 물망에 올랐으나 본인(박중훈)과 맞지 않아 고사했다.

## 캐스팅
- 이종원 : 상진 역
- 김혜리 : 혜정 역
- 김수안
- 이주연
- 조아라
- 김인문
- 김일우
- 최성관
- 박용팔
- 김신명
- 김성욱
- 이인옥
- 박중현
- 강태식
- 임승추
- 조학자
- 김경란
- 박승일
- 박세범